# Agata (sanctuar)

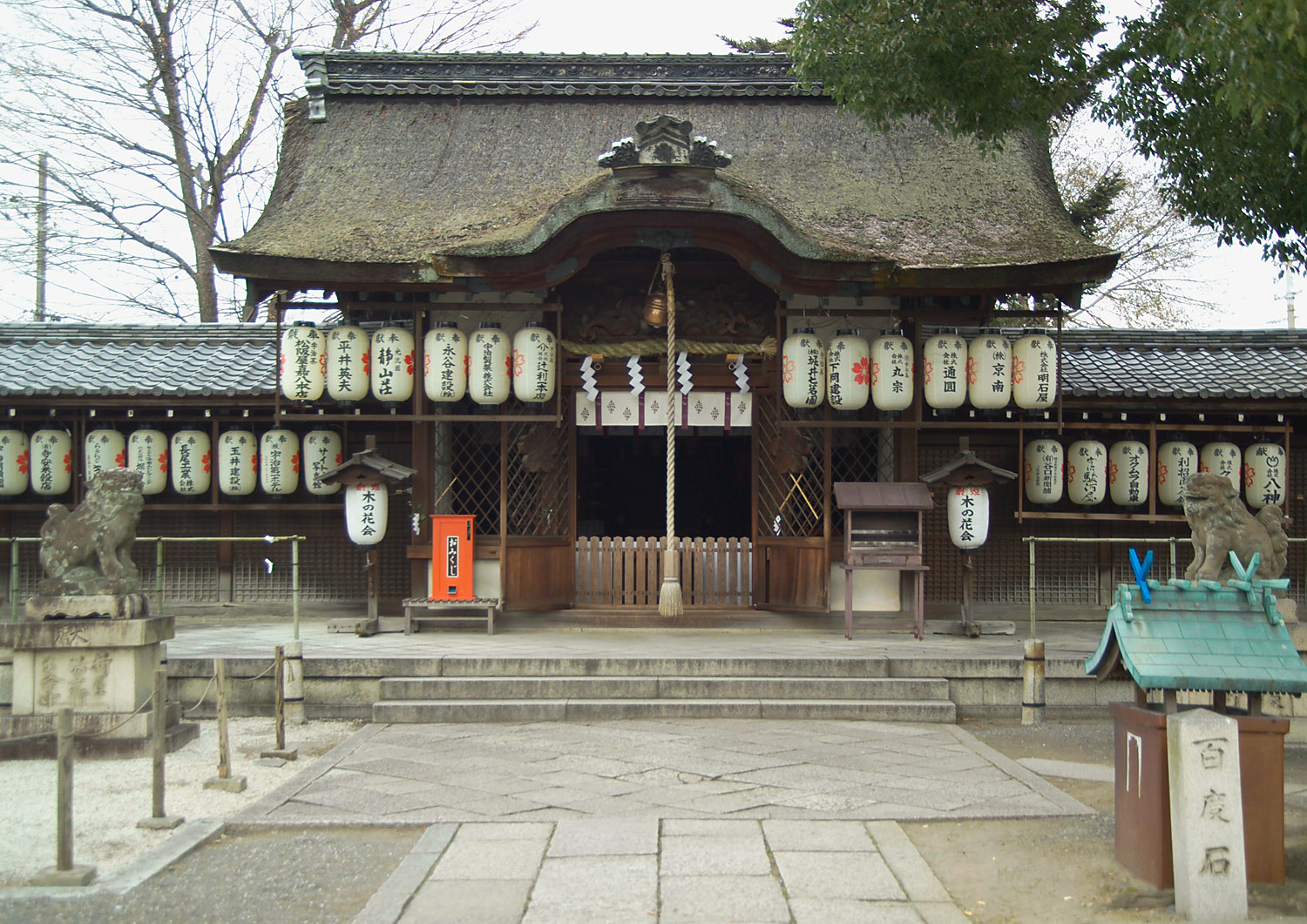
Sanctuarul șintoist Agata-jinja

Sanctuarul Agata (県神社, uneori 縣神社, Agata-jinja?) este un sanctuar șintoist (jinja) din orașul Uji, Japonia. Până în perioada Edo Agata a fost considerat sanctuarul zeității păzitoare a templului Byodo-In.

## Istoric
Numele sanctuarului provine de la uniunea de triburi din Japonia occidentală sub conducerea Curții Yamato (circa secolul al IV-lea - mijlocul secolului al VII-lea). Agata din zona Kyoto-Nara juca un rol important în politică și în ceremoniile religioase.
Istoria sanctuarului poate fi trasată până la numele lui Kurikuma Agata, care conducea această regiune. Principala zeitate venerată în acest sanctuar este prințesa Konohana Sakuya, care, potrivit credințelor, ar fi devenit protectoarea complexului Byodo-In, când Fujiwara no Yorimichi (992-1074) a transformat vila sa de la Uji într-un templu budist.

## Ceremonii religioase
Apariția „Festivalului misterios al Nopții Întunecate”, care are loc anual la 5 iunie în orașul Uji, are legături strânse cu acest sanctuar.

## Galerie de imagini

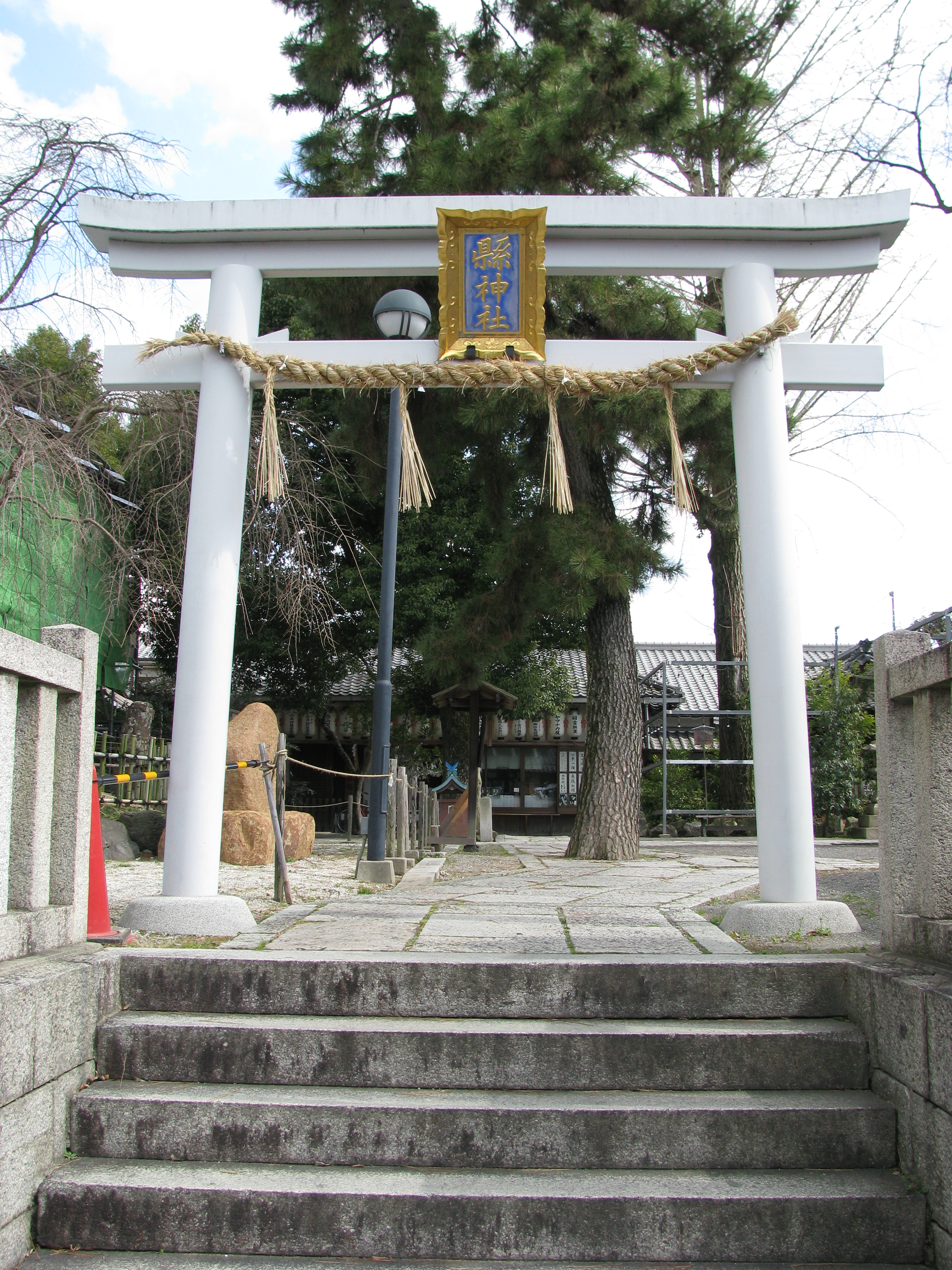
Torii, porțile sanctuarului
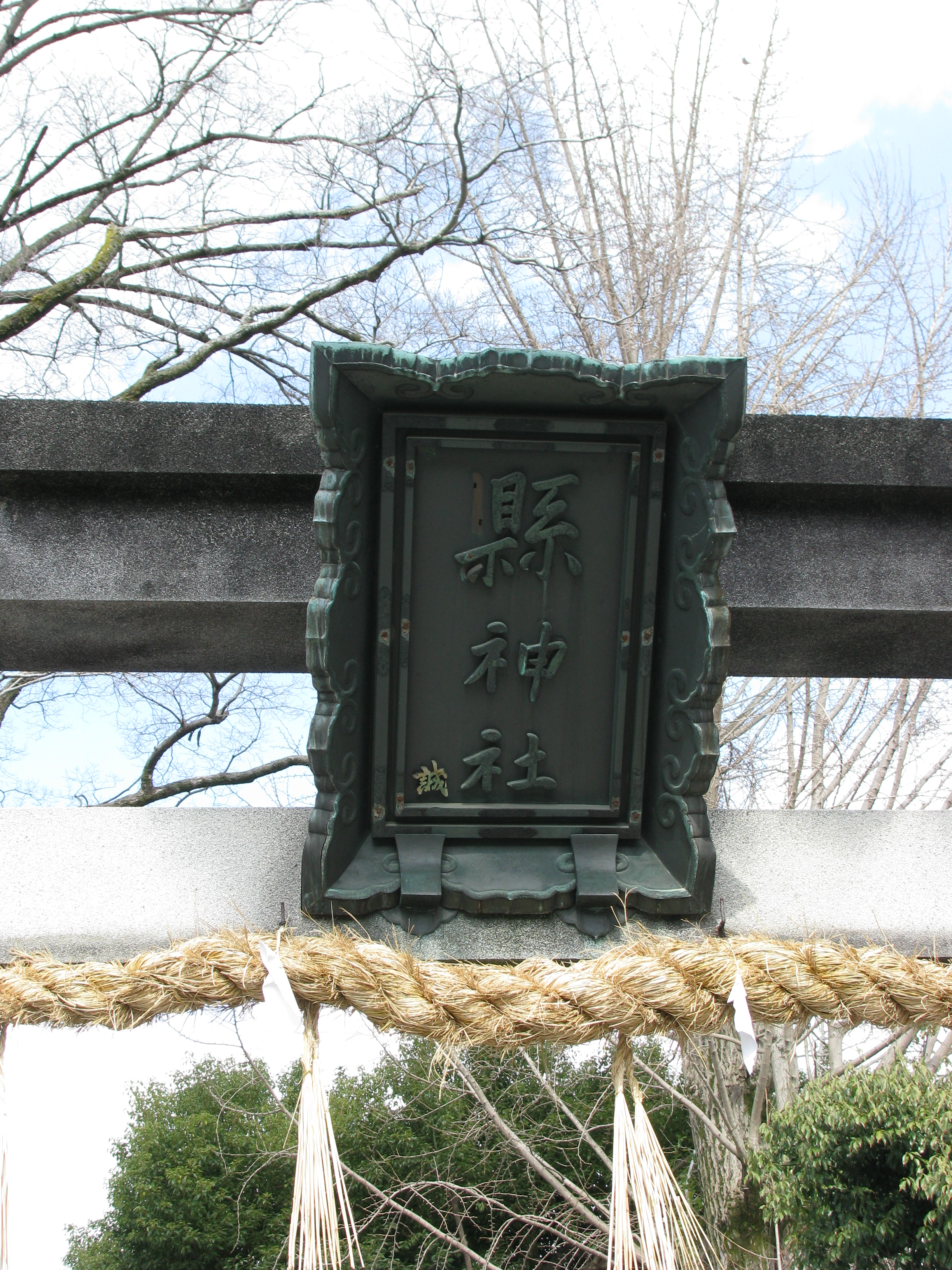
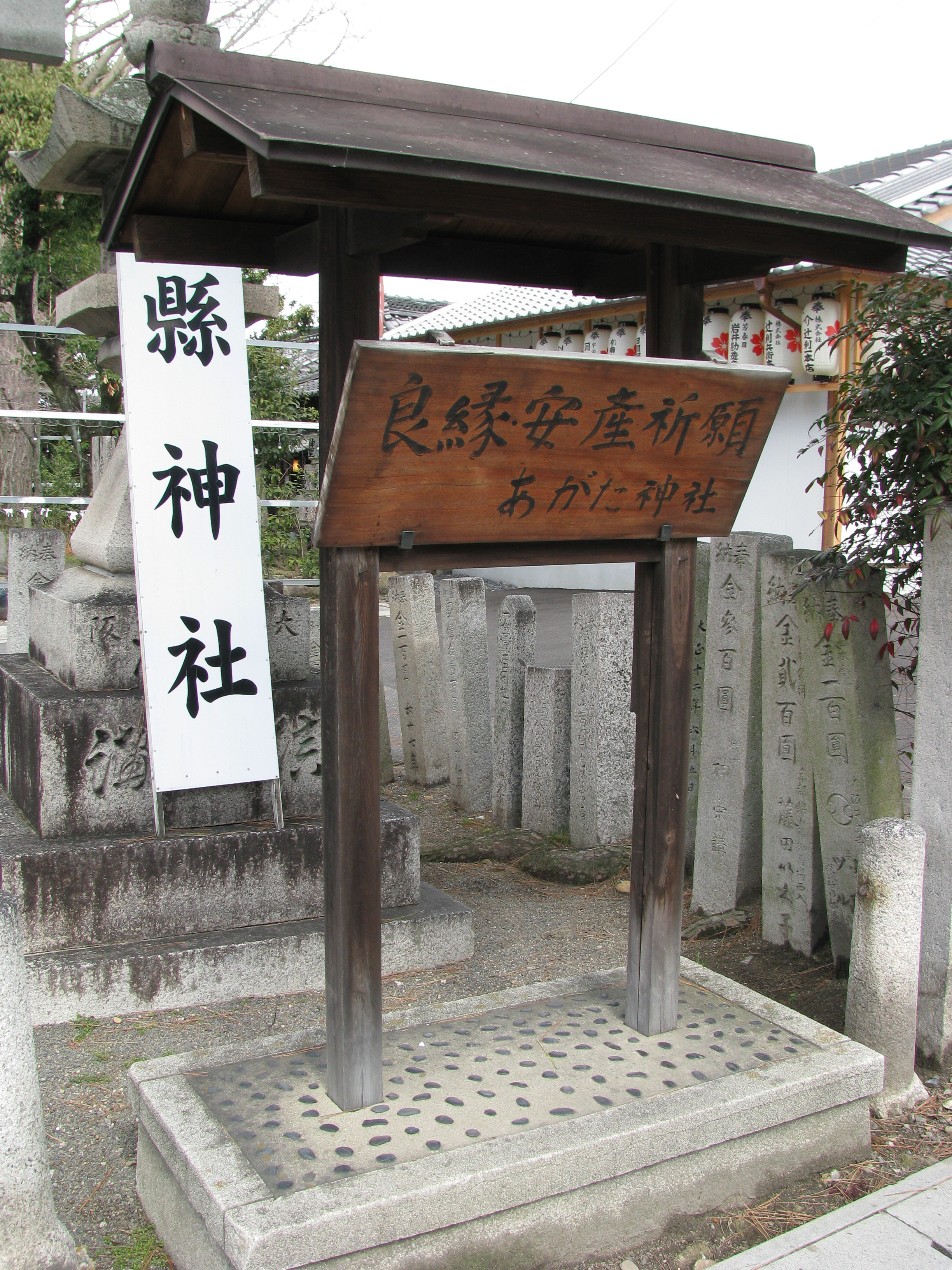
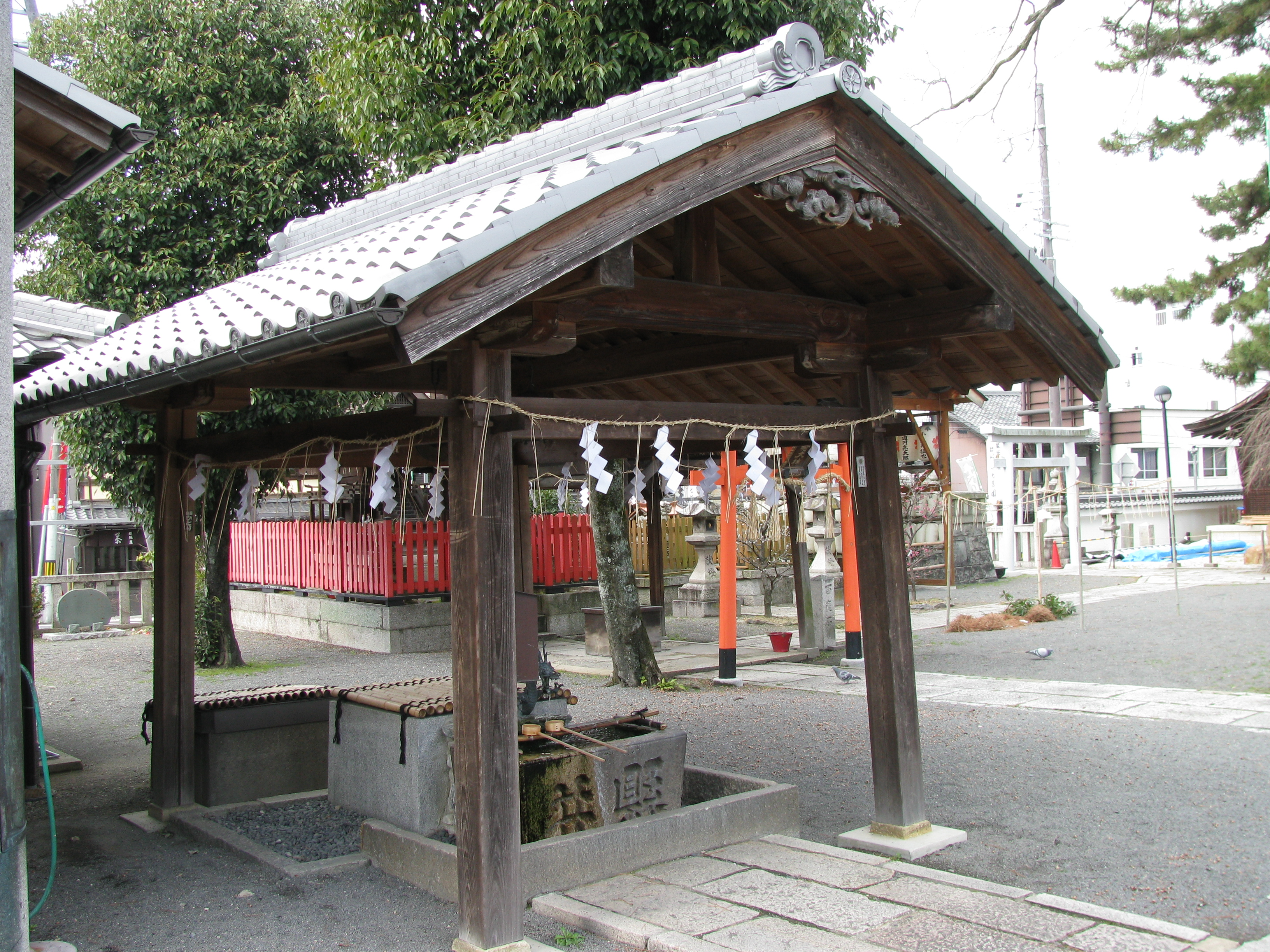
Chōzuya, pavilionul cu apă pentru ceremonii de purificare
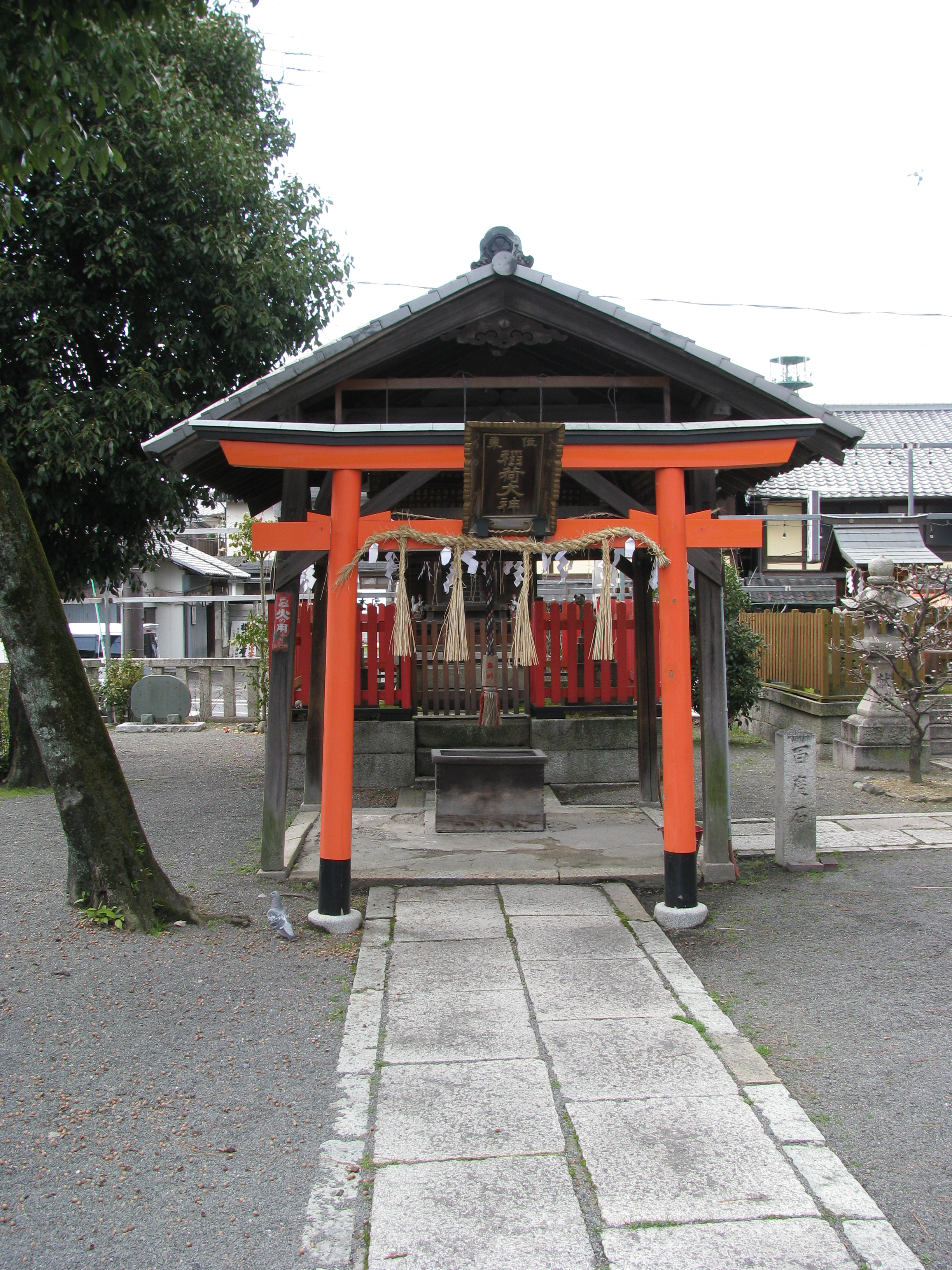
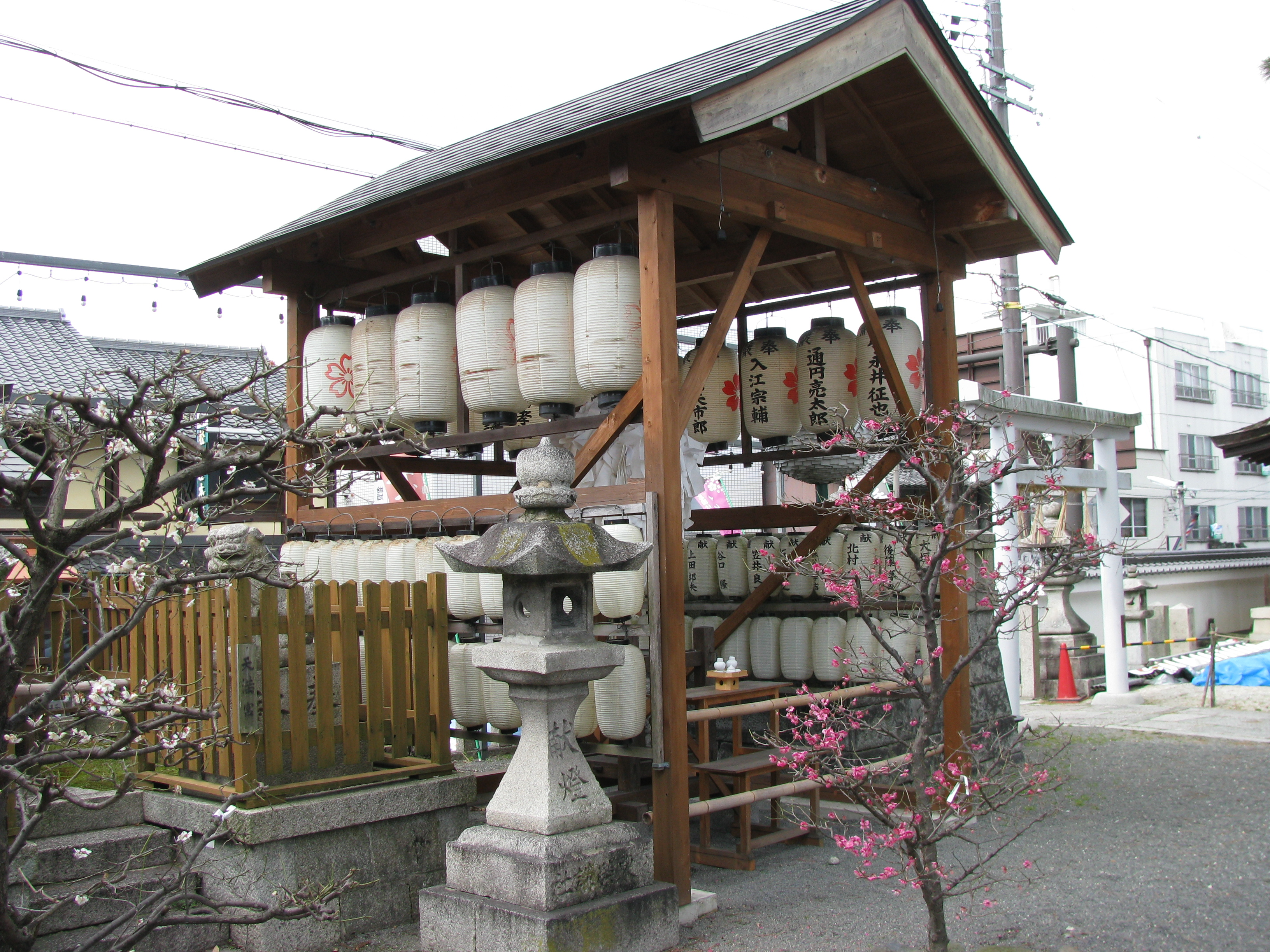